# Windenburger Eck
Das Windenburger Eck (litauisch Ventės ragas) ist eine Landzunge des Memeldeltas in Litauen, die in das Kurische Haff ragt. An ihrer Spitze steht seit 1863 ein 11 m hoher Leuchtturm, der jedoch nicht mehr in Betrieb ist.
Im Jahr 1929 wurde durch den Ornithologen Tadas Ivanauskas (1882–1970) am Windenburger Eck eine Vogelwarte errichtet. Dort befindet sich heute auch ein Museum. Hier werden hauptsächlich präparierte Vögel gezeigt, außerdem wird über die Geschichte der Vogelberingung im Baltikum informiert. Das Windenburger Eck ist ein Handlungsort der Erzählung Die Reise nach Tilsit (Hermann Sudermann) von 1917, und deren späteren Verfilmungen.

## Abgegangene Ordensburg Windenburg
1360 wurde durch den Deutschen Orden eine Burg gebaut, die dem Schiffsverkehr des hier in das Kurische Haff mündenden Mündungsarmes Atmata (deutsch: Athmath) der Memel Schutz leisten sollte. Die Burg ist nicht mehr erhalten.

## Bilder vom Windenburger Eck

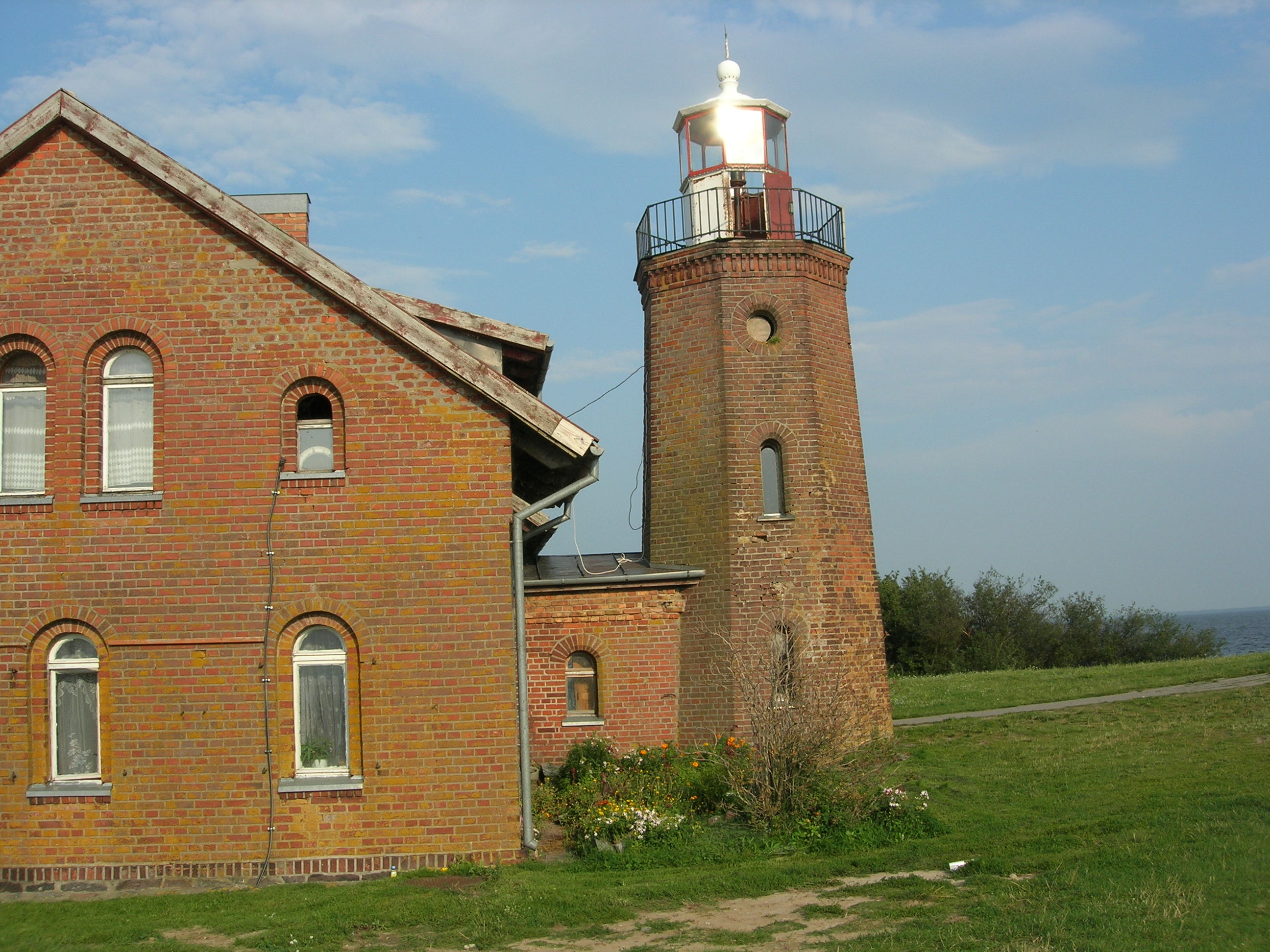
Leuchtturm
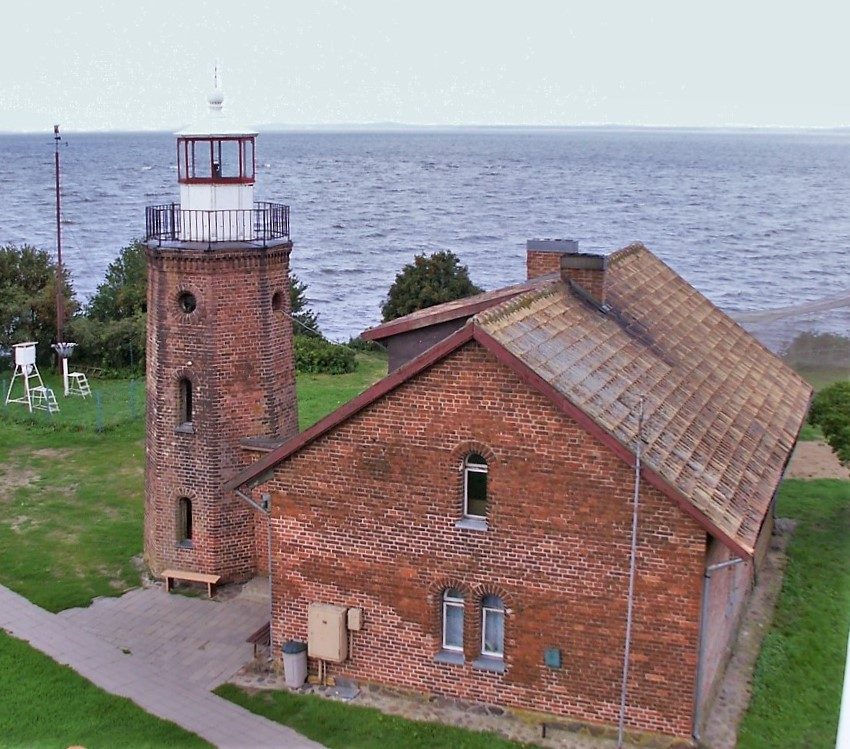
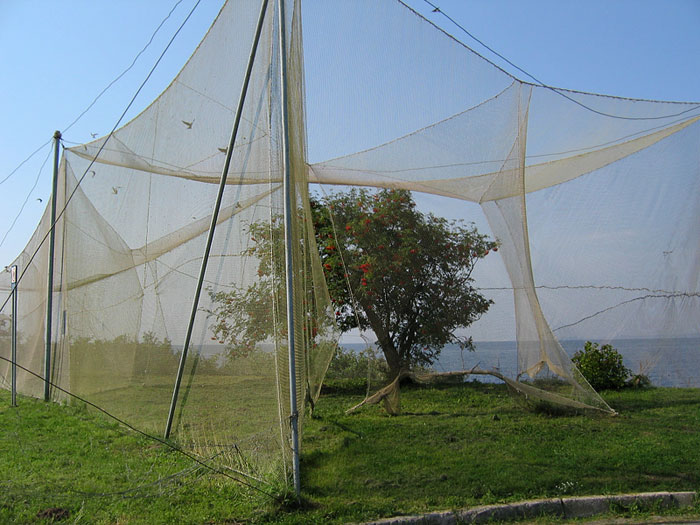
Vogelwarte
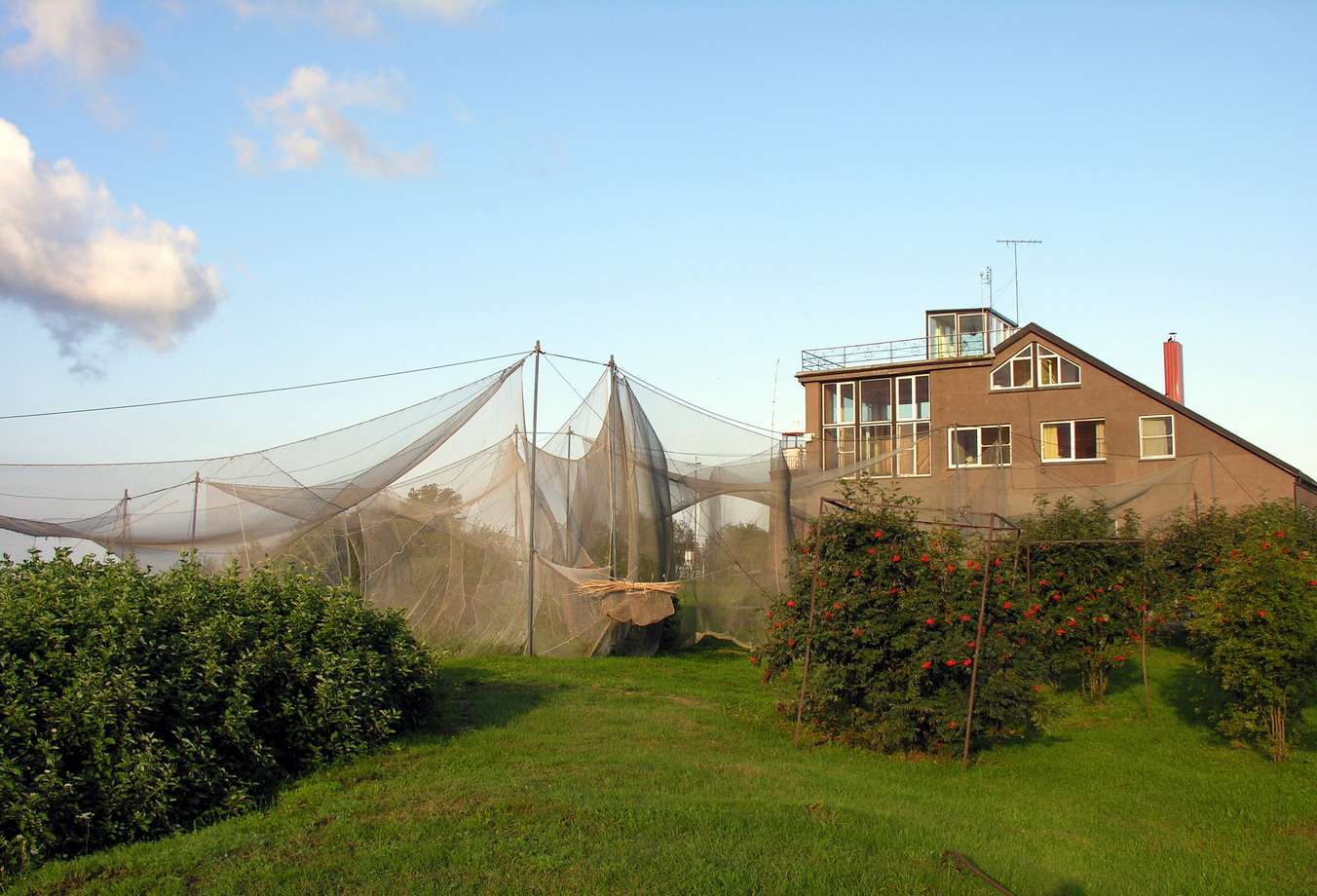